# Ingram Island
Ingram Island är en ö i Australien. Den ligger i delstaten Queensland, omkring 1 700 kilometer nordväst om delstatshuvudstaden Brisbane. Arean är 0,12 kvadratkilometer.
Savannklimat råder i trakten. Genomsnittlig årsnederbörd är 1 345 millimeter. Den regnigaste månaden är mars, med i genomsnitt 454 mm nederbörd, och den torraste är september, med 5 mm nederbörd.